# Milan Badelj
Milan Badelj (Zagreb, 25. veljače 1989.) hrvatski je nogometaš koji igra na poziciji defenzivnog veznog. Trenutačno je bez kluba.

## Klupska karijera
Badelj je karijeru počeo u Zagrebovoj nogometnoj školi. Godine 2007. stiže u zagrebački Dinamo, potpisuje ugovor te odlazi na posudbu u Lokomotivu Zagreb, koja igra u 1. HNL, kako bi stekao iskustvo. 
Često je zbog talenta istican kao mogući nasljednik Luke Modrića što je potaklo zanimanje engleskog Manchester Uniteda. Badelj se na početku sezone 2008. pridružuje prvoj momčadi Dinama. Početkom sezone 2012./2013. nakon nekoliko odigranih utakmica preselio se u HSV. Dana 31. kolovoza 2014. godine Badelj je prešao u Fiorentinu. 

## Reprezentativna karijera
Hrvatski nogometni izbornik objavio je u svibnju 2016. godine popis za nastup na Europskom prvenstvu u Francuskoj, na kojem je se nalazio i Badelj.

## Priznanja

### Individualna
- 2018.: Odlukom Predsjednice Republike Hrvatske Kolinde Grabar-Kitarović odlikovan je Redom kneza Branimira s ogrlicom, za izniman, povijesni uspjeh hrvatske nogometne reprezentacije, osvjedočenu srčanost i požrtvovnost kojima su dokazali svoje najveće profesionalne i osobne kvalitete, vrativši vjeru u uspjeh, optimizam i pobjednički duh, ispunivši ponosom sve hrvatske navijače diljem svijeta ujedinjene u radosti pobjeda, te za iskazano zajedništvo i domoljubni ponos u promociji sporta i međunarodnog ugleda Republike Hrvatske, te osvajanju 2. mjesta na 21. Svjetskom nogometnom prvenstvu u Ruskoj Federaciji.[2]

### Reprezentativna
- Svjetsko prvenstvo: 2018. (2. mjesto)[3]

## Vanjske poveznice

### Sestrinski projekti
|  | Zajednički poslužitelj ima još gradiva o temi Milan Badelj |

- Profil, Hrvatski nogometni savez